# Flers-en-Escrebieux
Flers-en-Escrebieux település Franciaországban, Nord megyében. Lakosainak száma 5533 fő (2022. január 1.). Flers-en-Escrebieux Auby, Douai, Esquerchin, Lauwin-Planque, Courcelles-lès-Lens és Roost-Warendin községekkel határos.

## Népesség
A település népességének változása:
| Lakosok száma | 5858 | 5897 | 5923 | 5856 | 5816 | 5781 | 5751 | 5642 | 5533 |
|               | 2013 | 2015 | 2016 | 2017 | 2018 | 2019 | 2020 | 2021 | 2022 |